# Stari Oskol
Stari Oskol - Старый Оскол (rus) - és una ciutat de l'óblast de Bélgorod, a Rússia. Es troba al riu Oskol. És a 618 km al sud de Moscou.

## Història
Fou fundada com a fortalesa el 1593, com a part de la línia sud de la fortificació al voltant de Moscou. El segle xvii la ciutat fou saquejada pels tàtars de Crimea i els cosacs d'Ucraïna. Més endavant es veié afectada per la Guerra Civil Russa el 1919, així com durant la Segona Guerra Mundial.

## Ciutats agermanades
- Mänttä, Finlàndia
- Salzgitter, Alemanya